# Saison 2012-2013 du Servette FC
Maillots
Dernière mise à jour : 23 juillet 2012.
Chronologie
Saison précédente Saison suivante
La saison 2012-2013 du Servette Football Club 1890 voit l'équipe première dirigée par João Alves. Le club se voit s'engager dans deux compétitions que sont la Raiffeisen Super League et la Coupe de Suisse.

## Classement
mise à jour : 1er juin 2013
| Rang | Équipe             | Pts | J  | G  | N  | P  | Bp | Bc | Diff |
| ---- | ------------------ | --- | -- | -- | -- | -- | -- | -- | ---- |
| 1    | Bâle               | 72  | 36 | 21 | 9  | 6  | 61 | 31 | +30  |
| 2    | Grasshopper Club C | 69  | 36 | 20 | 9  | 7  | 48 | 32 | +16  |
| 3    | Saint-Gall P       | 59  | 36 | 17 | 8  | 11 | 54 | 36 | +18  |
| 4    | Zurich             | 55  | 36 | 16 | 7  | 13 | 62 | 48 | +14  |
| 5    | Thoune             | 48  | 36 | 13 | 9  | 14 | 44 | 46 | -2   |
| 6    | Sion               | 48  | 36 | 12 | 9  | 14 | 40 | 54 | -14  |
| 7    | Young Boys         | 43  | 36 | 11 | 10 | 15 | 48 | 50 | -2   |
| 8    | Lucerne            | 39  | 36 | 10 | 12 | 14 | 41 | 52 | -11  |
| 9    | Lausanne-Sport     | 33  | 36 | 8  | 9  | 19 | 32 | 51 | -19  |
| 10   | Servette           | 26  | 36 | 6  | 8  | 22 | 32 | 62 | -30  |

Qualifications européennes
Ligue des champions 2013-2014
- Qualification pour clubs champions
- 3e tour de qualification pour non-champions

Ligue Europa 2013-2014
- Barrages
- 3e tour de qualification
- 2e tour de qualification

Relégation
- Relégation en Challenge League 2012-2013

Abréviations
 : Tenant du titre

C : Vainqueur de la Coupe de Suisse 2012-2013

P : Promus de Challenge League 2011-2012

## Effectif
L'effectif professionnel de la saison 2012-2013 est entraîné par João Resende Alves et ses adjoints Anthony Braizat et Carlos Alves.

## Transferts
| - Silva Eudis - Hugo Fargues - Stéphane Houcine Nater - Roderick - Carlos Saleiro - Daniel Soares - Ishmael Yartey | - Kevin Gissi - Simone Grippo - Genséric Kusunga - Steven Lang - Christopher Nzay Mfuyi - Alexandre Pasche - João Poceiro - Geoffrey Tréand |

### Coupe de Suisse de football
Le tirage au sort pour la Coupe de Suisse 2012-2013 n'a pas encore eu lieu.